# Castello di Classiebawn
Il castello di Classiebawn è una residenza di campagna costruita per il III visconte Palmerston (1784–1865) sulla penisola di Mullaghmore vicino al villaggio di Cliffoney, nella contea di Sligo, in Irlanda. 

## Storia

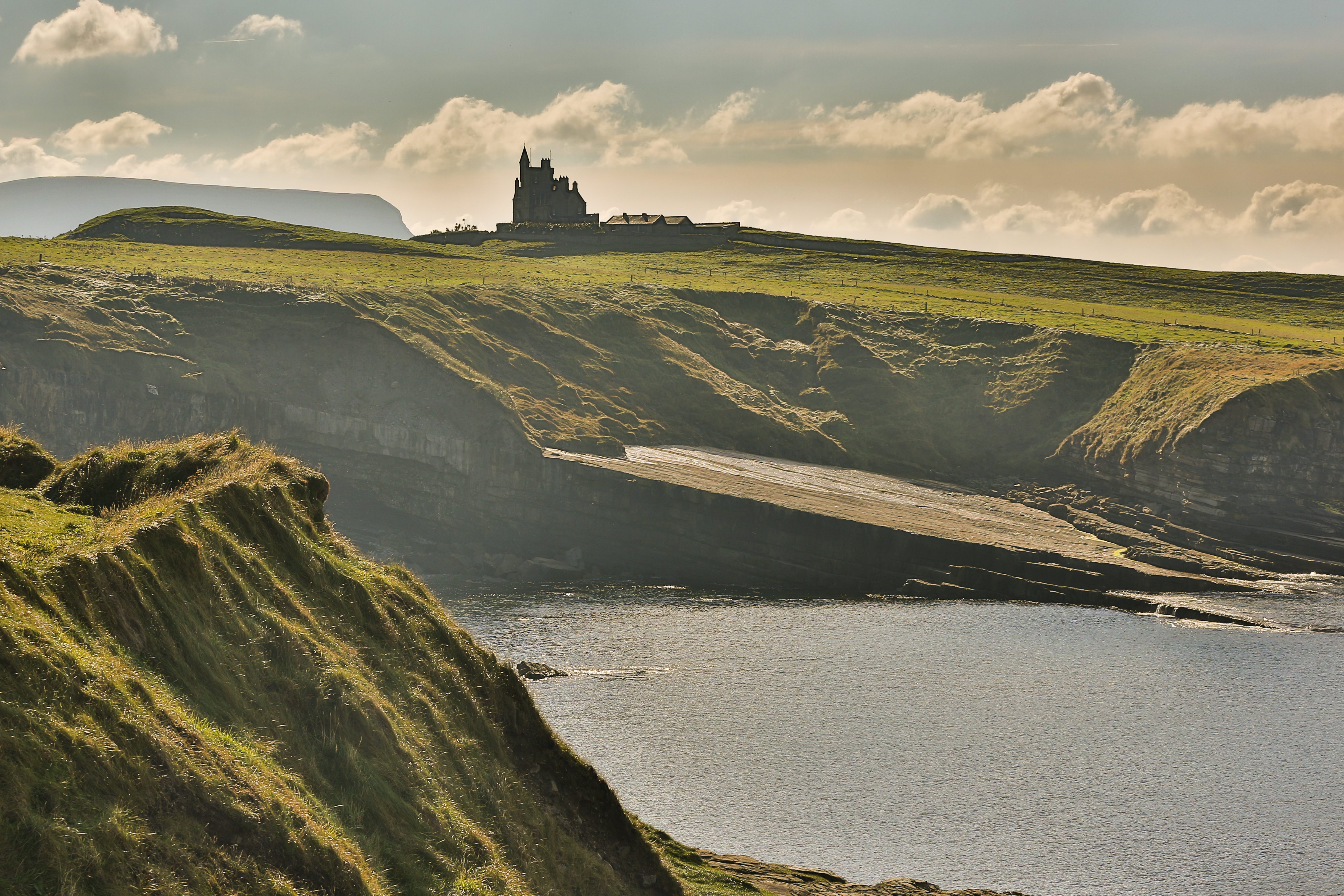
Classiebawn con vista sull'Oceano Atlantico

L'edificio venne progettato dall'architetto dublinese James Rawson Carroll in stile baronale e costruito in arenaria trasportata, via mare, dalla contea di Donegal. È composto da una torre a due falde con una torre centrale sormontata da una torretta con tetto conico.
Il terreno dove sorge, un tempo apparteneva alla famiglia O'Connor Sligo, fu confiscato dal Parlamento inglese per risarcire le persone che avevano sedato una ribellione irlandese. Circa 4 000 ettari (10 000 acri) di terra, su cui oggi sorge Classiebawn, furono concessi a Sir John Temple (1600–1677), Master of the Rolls in Irlanda.
Attorno la metà del XIX secolo, la proprietà passò a Lord Palmerston (fu primo ministro e ministro degli esteri britannico) che vi commissionò la costruzione dell'attuale castello e del porto di Mullaghmore. Tuttavia alla sua morte, nel 1865, la costruzione non era ancora completa, fu suo figliastro, William Cowper-Temple (in seguito nominato 1º Barone Mount Temple) a portarla a termine. Quest'ultimo morì senza lasciare eredi nel 1888 e la tenuta passò al nipote, l'Onorevole Evelyn Ashley, secondo figlio sopravvissuto del VII Conte di Shaftesbury. Evelyn Ashley trascorreva lì un po' di tempo ogni anno e alla sua morte, nel 1907, gli succedette il suo unico figlio, Wilfrid Ashley (in seguito nominato Barone di Mount Temple). Trascorse lì anche le sue estati con le sue figlie Edwina, la futura contessa Mountbatten, e Mary.

### Anni di Mountbatten
Nel 1916, il castello venne sgomberato e rimase vuoto fino al 1950. Fu ereditato nel luglio 1939 da Edwina Mountbatten, che, con suo marito, l'ammiraglio della flotta Louis Mountbatten, apportò diverse migliorie, installando rete elettrica e idrica. Dopo la morte della moglie nel febbraio 1960, Mountbatten, l'ultimo viceré dell'India, trascorse lì le sue estati fino alla sua morte, quando la sua barca fu fatta saltare in aria al largo della costa di Mullaghmore dall'Esercito Repubblicano Irlandese Provvisorio nell'agosto 1979.

### Stato attuale
Nel 1991, Hugh Tunney (1928-2011), un uomo d'affari di Trillick nella contea di Tyrone, acquisì il castello e la tenuta circostante di 1 200 ettari (3 000 acri), dopo averla presa in affitto per molti anni.  Dopo la sua morte, nel 2011, la gestione della tenuta ha continuato a onorare il suo impegno per mantenere l'edificio efficiente. La proprietà, tuttavia, rimane privata, il che ne compromette l'accesso e l'uso pubblico.